# Raïon de Selty
Le raïon de Selty (russe : Селти́нский райо́н, Seltinski raion; oudmourte : Сьӧлта ёрос, Śölta joros) est un raïon de la République d'Oudmourtie en Russie,.

## Présentation
La superficie du raïon de Selty est de 1 884,4 km2.
Le raïon de Selty est situé dans la partie ouest de l'Oudmourtie. 
Il borde le raïon de Krasnogorskoïe au nord, le raïon d'Igra et le raïon d'Yakchour-Bodya à l'est, le raïon d'Ouva au sud-est et le raïon de Syoumsi au sud-ouest, ainsi que l'oblast de Kirov au nord-ouest.
Environ 40% de la superficie est forestière. 
La rivière la plus importante est la Kilmez. 
L'exploitation minière comprend la tourbe, le sable, le gravier et le calcaire.
Le pétrole, la tourbe, le bois et les matériaux de construction sont produits dans la raïon. L'agriculture est axée sur la production de lait et de viande et sur la culture de céréales, de pommes de terre et de légumes.
Le raïon comprend 9 municipalités rurales : Haldy, Kilmez, Kolesur, Kopki, Novaja Monya, Selty, Sjuromochur, Ouzi et Valamaz. Le centre administratif est le village de Selty.
Environ 58,4 % des habitants sont oudmourtes et 39,4 % sont russes.
L'autoroute  entre Kazan et Perm traverse le raïon. 
Il existe une liaison routière vers Ijevsk via Ouva et Nylga,.

## Démographie
La population du raïon de Selty a évolué comme suit:
| 1959   | 1970   | 1979   | 1989   | 2002   |
| ------ | ------ | ------ | ------ | ------ |
| 25 589 | 19 918 | 16 887 | 15 050 | 13 335 |

| 2009   | 2015   | 2019   | 2021   | - |
| ------ | ------ | ------ | ------ | - |
| 12 915 | 10 841 | 10 082 | 10 628 | - |

## Galerie

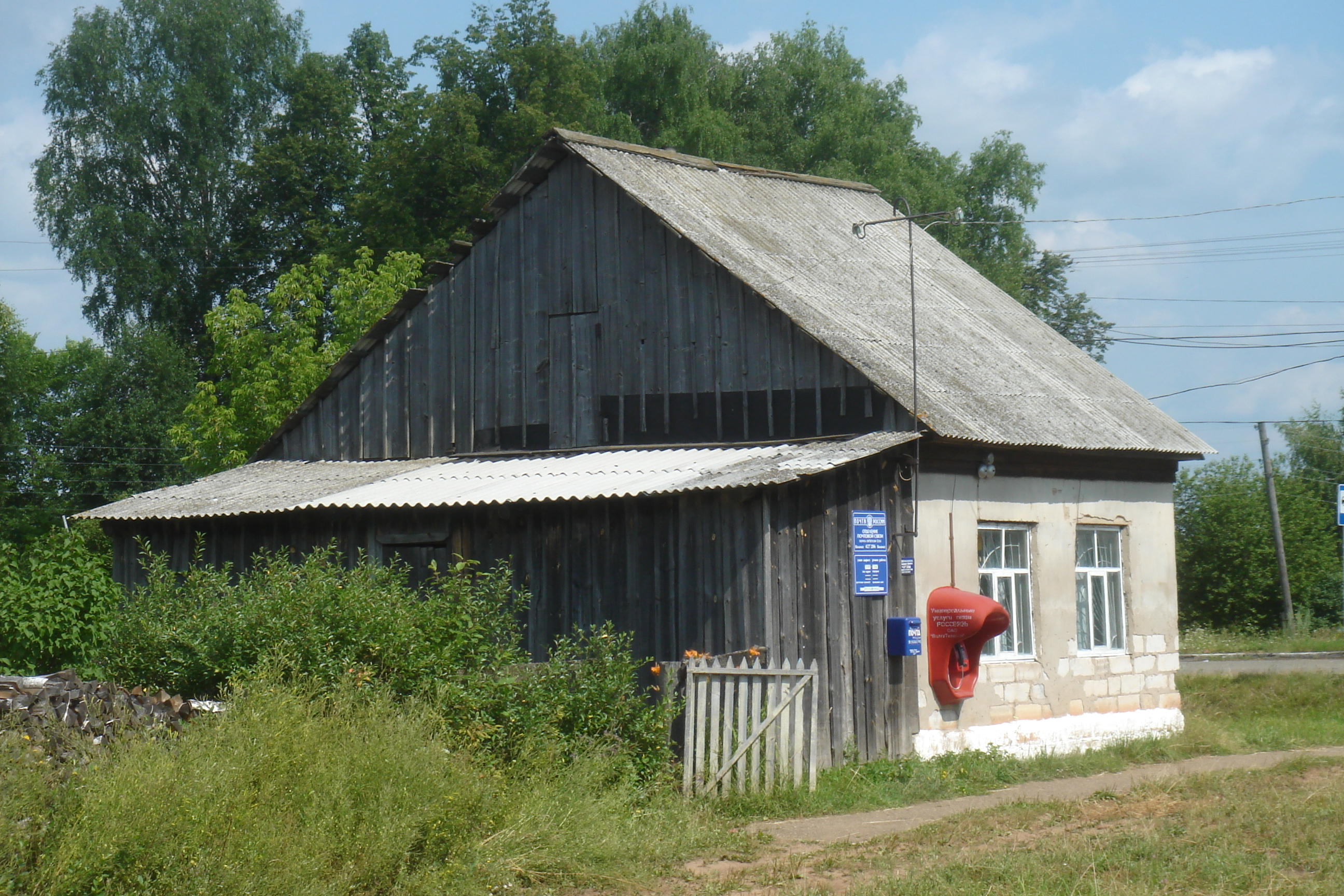
Poste de Balamas.
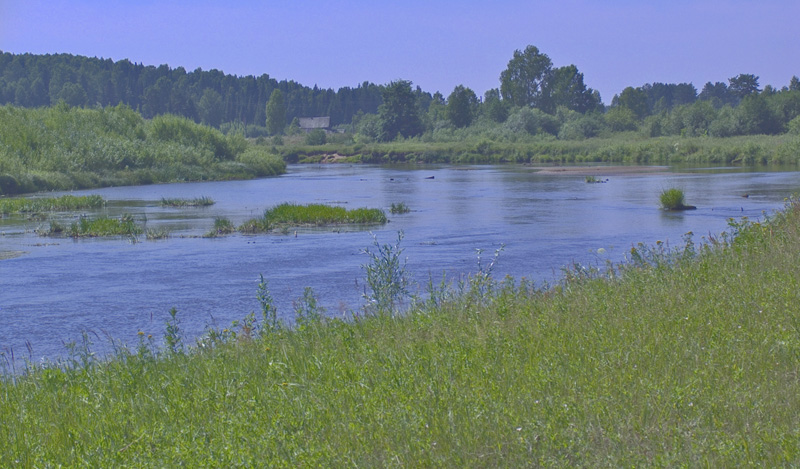
La Kilmez dans le village de Vinyachur-Biya.
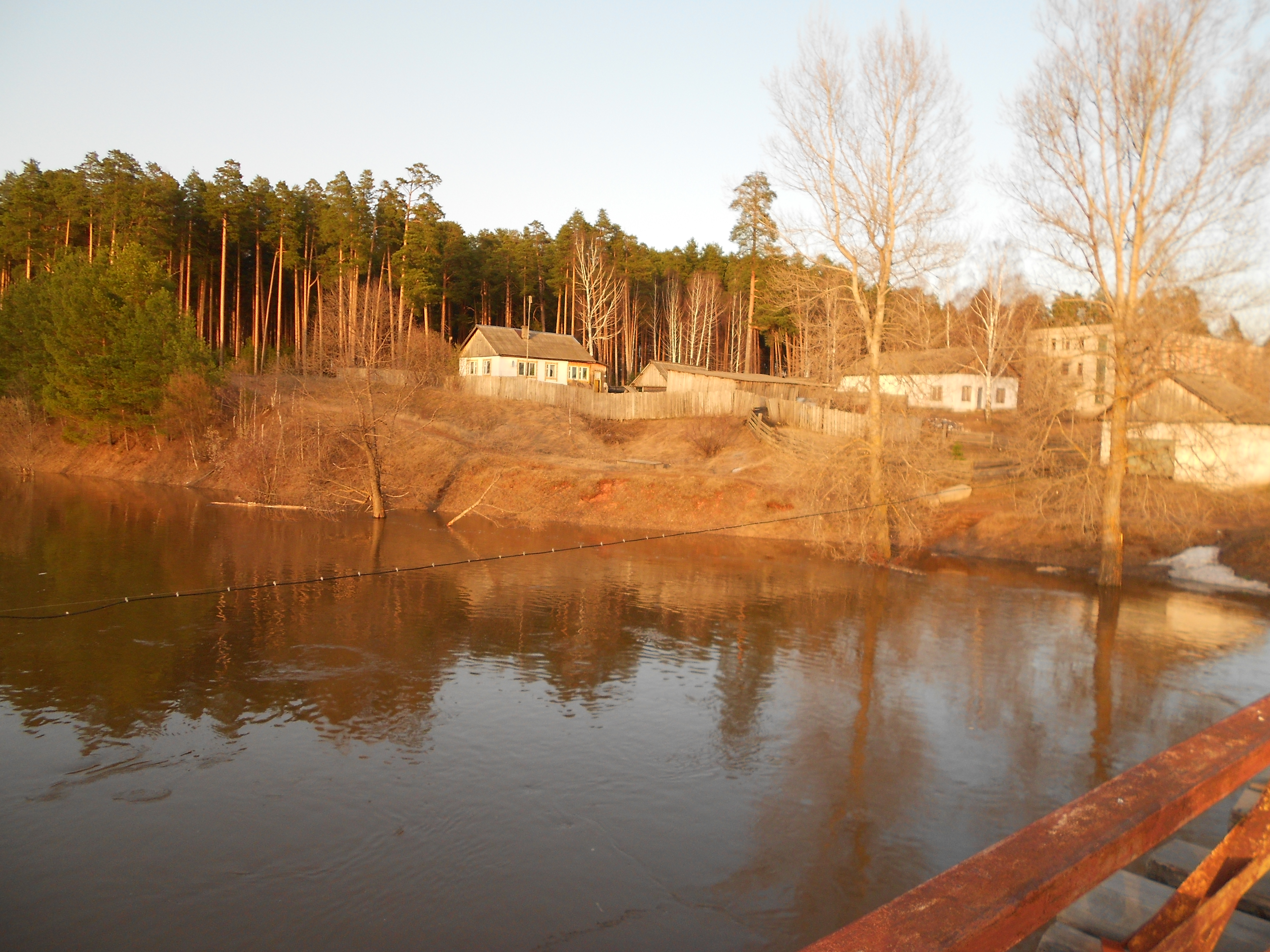
Parc de Kilmez.